# Критчет, Ричард
Ричард Клод Критчет (англ. Richard Claude Critchett; 10 мая 1856, Лондон — 1 апреля 1928, Актон близ Лондона) — английский драматург, известный под псевдонимом Клод Ка́ртон (англ. Claude Carton).
Сын врача-офтальмолога. Дебютировал на сцене как актёр в 1875 году в Бристоле, выступал в этом качестве около 10 лет, не добившись особенного успеха, и оставил сцену после того, как в 1885 году была поставлена его первая пьеса, мелодрама «Большая розовая жемчужина» (англ. The Great Pink Pearl), написанная в соавторстве с Сесилом Рэйли. Затем Картон написал ещё две пьесы вместе с тем же соавтором, а в дальнейшем работал отдельно. В 1890 г. его первая самостоятельная пьеса, «Свет и тень» (англ. Sunlight and Shadow), была поставлена Джорджем Александером.
Среди последующих пьес Картона, преимущественно лёгких комедий, наибольшим успехом пользовались «Зал свободы» (англ. Liberty Hall; 1892), «Древо познания» (англ. The Tree of Knowledge; 1896), «Эксперимент леди Хантуорт» (англ. Lady Huntworth's Experiment; 1900), «Богатая миссис Рептон» (англ. The Rich Mrs. Repton; 1904). Более ранние пьесы Картона ориентируются на юмор и сентиментальность Чарльза Диккенса, в дальнейшем в них всё сильнее задействован нехитрый мотив насмешки над аристократами. Успех комедий Картона в значительной мере обеспечивало участие ведущих актёров лондонской сцены — Чарлза Хотри, Уидона Гроссмита, Лотти Венн и, не в последнюю очередь, его собственной жены Кэтрин Маккензи, получавшей
роли в большинстве постановок Картона.